# Lambert de Vos

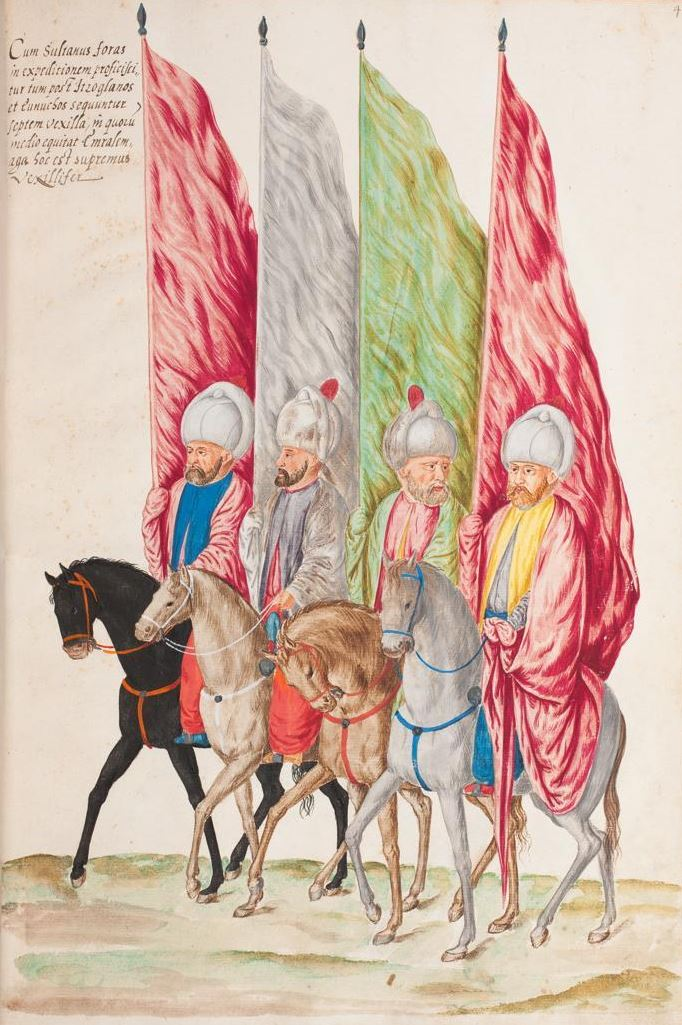
Vaandeldragers uit het kostuumboek (fol. 41r)

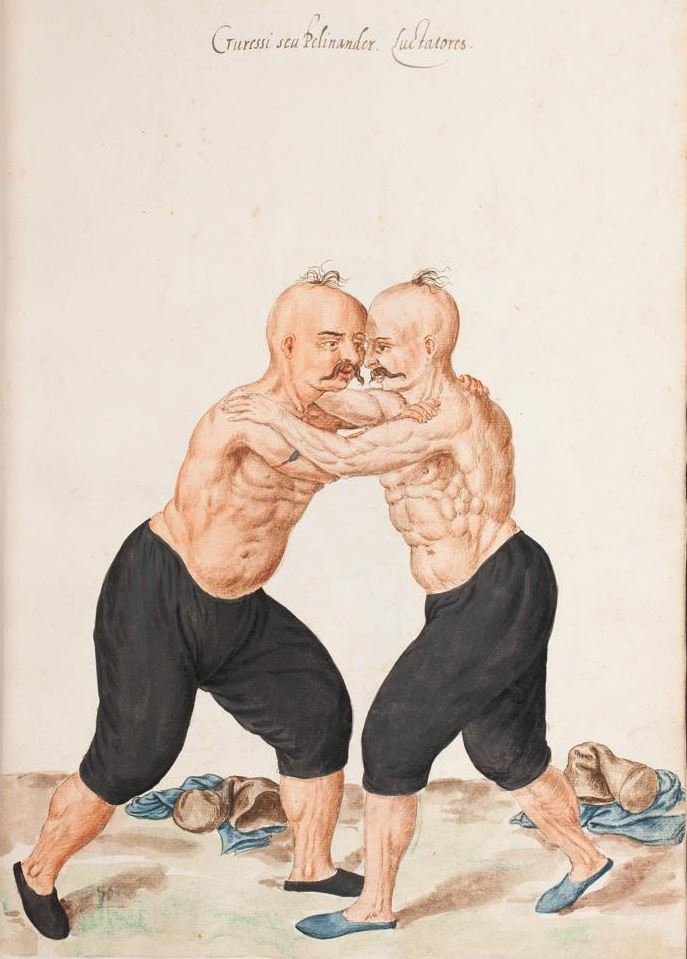
Worstelaars (fol. 59r)

Lambert de Vos (Mechelen?, ca. 1538 - ?, na. 1574) was een Zuid-Nederlands schilder.

## Loopbaan
Onder de schaarse biografische data over De Vos is zijn opname in de Mechelse Sint-Lucasgilde in het jaar 1563. Doorgaans werd men meester op 25 jaar, wat zijn geboortedatum rond 1538 zou plaatsen.
In 1572 reisde hij naar Istanboel om er te werken voor Karel Rijm, de ambassadeur van keizer Maximiliaan II bij de Verheven Porte. De Vos maakte er in 1574 zijn beroemde kostuumboek. Het bevat 103 met inkt aangezette aquarellen die de Ottomaanse samenleving documenteren. In het werk vallen vier afdelingen te onderscheiden: de sultan en zijn hovelingen; Ottomaanse mannen en geestelijken; Ottomaanse vrouwen; etnische en religieuze minderheden. In het bijzonder de trouwstoet en het ruiterportret van sultan Selim II zijn vaak gereproduceerd. In levendige kleuren heeft Lambert de Vos de mode en maatschappelijke hiërarchie bij de Ottomanen geschetst. Naast het kostuumboek in Bremen worden twee andere kostuumboeken in Athene en Parijs aan hem toegeschreven (of aan zijn atelier):
- Bremen, Staats- und Universitätsbibliothek, ms. Or. 9 (1574)
- Athene, Gennadeiosbibliotheek, ms. A.986 (1573)
- Parijs, Bibliothèque nationale, Od. 2

In Cambridge wordt een album bewaard waarin de architectuur van Istanbul in 21 aquarellen is weergegeven. Klaarblijkelijk was dit bedoeld om het kostuumboek te vergezellen. Dankzij de panorama's en de gedetailleerde weergave is het een belangrijke bron van topografische informatie, die onder meer toeliet de Zuil van Arcadius te reconstrueren. De toeschrijving aan De Vos is gebaseerd op stijlverwantschap en op de datering (enkele vellen dragen het jaartal 1574):
- Cambridge, Trinity College, ms. O.17.2 (Freshfield Album)